# Jacques Tati

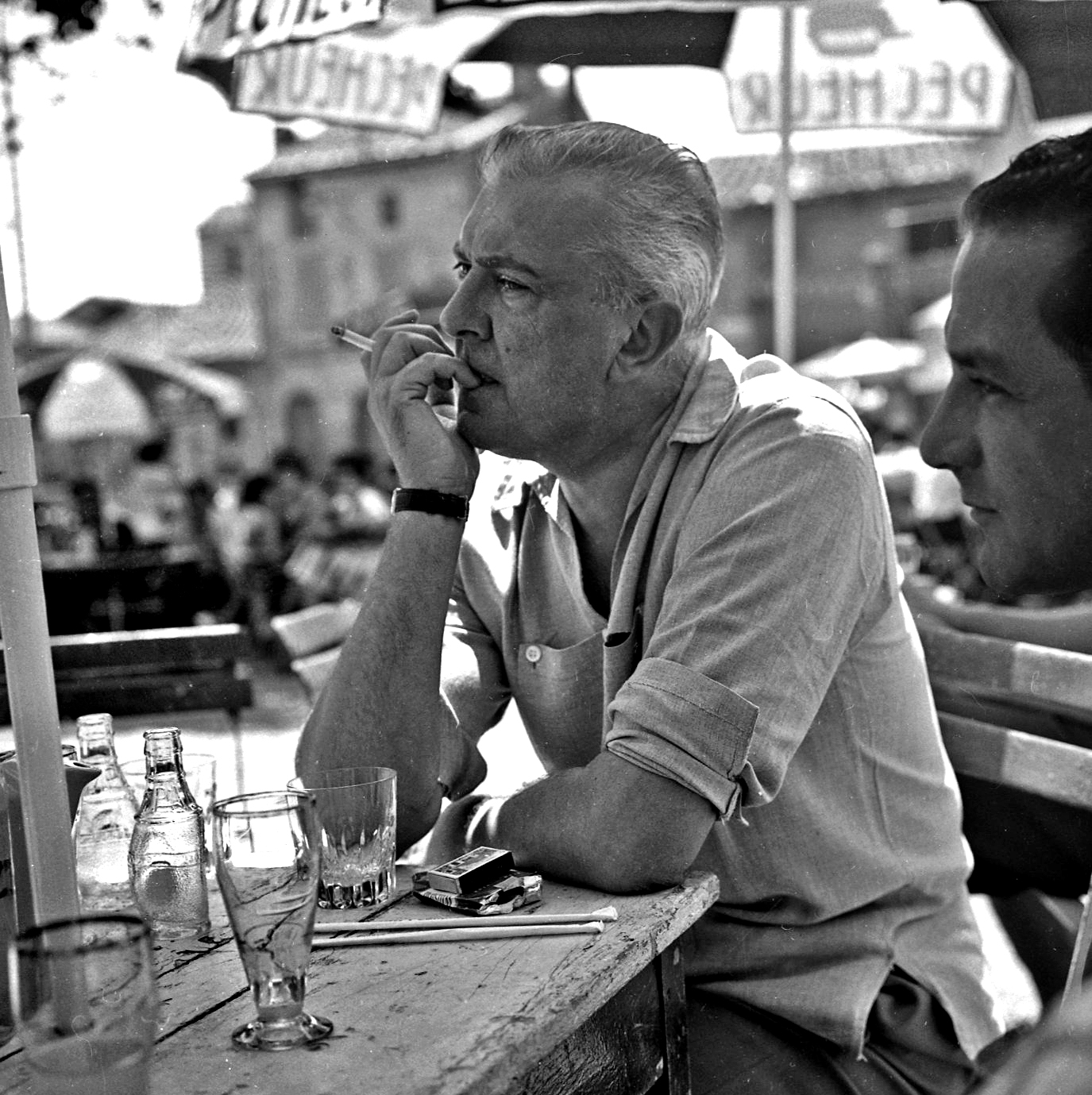
Jacques Tati 1961.

Jacques Tati (nacido Jacques Tatischeff; Le Pecq, 9 de octubre de 1907 - París, 4 de noviembre de 1982) fue un mimo, director, actor y guionista francés de origen franco-ruso-ítalo-neerlandés. En una encuesta de Entertainment Weekly sobre los Mejores Directores de Cine, fue elegido el 46.º mejor de todos los tiempos (de un total de 50), aunque solo dirigió seis largometrajes.
Su película Playtime (1967), ocupó el puesto 43 en la encuesta de críticos Sight & Sound de 2012 sobre las mejores películas de la historia.

## Biografía

### Orígenes familiares
Su padre, Georges Emmanuel Tatischeff, nacido en 1875 en París y muerto en 1957, era hijo natural del conde Dimitri Tatischeff, general del ejército ruso, agregado militar de la embajada rusa en París, que murió poco después del nacimiento de Georges, y de una francesa, Rose Anathalie Alinquant. El niño Georges-Emmanuel tuvo una infancia agitada: fue secuestrado y llevado a Rusia, y su madre no pudo traerlo de nuevo a Francia hasta 1883. Se instaló en un lugar muy alejado, Le Pecq, cerca de Saint-Germain-en-Laye. En 1903, Georges-Emmanuel Tatischeff se casó con Claire van Hoof, muerta en 1968, de origen italo-neerlandés, con quien tuvo dos hijos: Natalie, nacida en 1905, y Jacques. El padre de Claire, holandés, era enmarcador e hizo entrar a Georges-Emmanuel en su empresa. La familia Tatischeff tenía, pues, un nivel de vida bastante alto. Posteriormente, Georges-Emmanuel llegó a ser director de la firma Van Hoof.

### Infancia y juventud
Jacques Tatischeff parece haber sido un estudiante mediocre. Sin embargo, fue muy deportista; jugó al tenis y, sobre todo, practicó la equitación. Abandonó los estudios a los 16 años (1923) y entró como aprendiz en el negocio familiar, donde fue formado por su abuelo. En 1927-1928, hizo el servicio militar en Saint-Germain-en-Laye, en el 10.º Regimiento de Dragones (Dragón (militar). A continuación, pasó un curso en Londres, durante el cual se inició en el rugby. A su regreso, descubrió su talento cómico en el seno del equipo de rugby del Racing Club de Francia, cuyo capitán era Alfred Sauvy y uno de los valedores de Tristan Bernard.
Dejó el oficio de enmarcador en 1931 o 1932, cuando la crisis económica mundial alcanzó a Francia, especialmente al mundo del espectáculo. Vivió, por tanto, un período muy difícil, durante el cual elaboró, a pesar de todo, el número que se convertirá en Impressions sportives (Impresiones deportivas). Participó en el espectáculo amateur organizado cada año por Alfred Sauvy de 1931 a 1934.

### Los inicios en el mundo del espectáculo
Es probable que tuviera empleos remunerados en el music-hall, pero solo hay pruebas a partir de 1935, año en que hizo una interpretación para la gala del diario Le Journal, para festejar el récord de la travesía del Atlántico por el buque Normandie. Entre los espectadores se encontraba Colette, quien más tarde hará un comentario muy elogioso del número de Tati. Después, entró en la revista del Théâtre-Michel y, tras una estancia en Londres, actuó en el A.B.C., en la revista dirigida por Marie Dubas. A partir de entonces trabajó ininterrumpidamente hasta la guerra.
Durante los años treinta empezó a actuar también como actor de cine:
- 1932: Oscar, champion de tennis, de Jack Forrester (film perdido y muy mal documentado);
- 1934: On demande une brute, de Charles Barrois, con Jacques Tati (Roger) y Enrico Sprocani, conocido como le clown Rhum (Enrico);
- 1936: Gai dimanche, (igual reparto);
- 1936: Soigne ton gauche, de René Clement, con Jacques Tati (Roger) y Max Martel (el cartero).

### La Segunda Guerra Mundial
Fue movilizado en septiembre de 1939 y destinado al 16.º Regimiento de Dragones; luego fue enviado a una nueva unidad con la que participó, en mayo de 1940, en la batalla del río Mosa. Tras la derrota, fue enviado a Dordoña, donde fue desmovilizado.
Entre 1940 y 1942, presentó sus Impressions sportives en el Lido de París. Allí conoció a la bailarina Herta Schiel, que había huido de Austria con su hermana Molly al producirse la Anschluss. En el verano de 1942, Herta dio a luz una niña, Helga Marie-Jeanne Schiel. Siguiendo los consejos de su hermana Nathalie, Tati se negó a reconocer a la niña, dejó a la madre y fue despedido del cabaret. A principios de 2009, Helga Marie-Jeanne Schiel y su familia vivían en Inglaterra.
En 1942 se presentó en La Scala de Berlín. Luego, abandonó París y pasó algunos meses de 1943 en Sainte-Sévère con un amigo, el guionista Henri Marquet, y allí escribieron el guion de L’école des facteurs.
El 25 de marzo de 1944 se casó con Micheline Winter. Volvió a trabajar como actor de cine al final de la guerra. Considerado como potencial sustituto de Jean-Louis Barrault en Les Enfants du paradis, interpretó el papel del fantasma en Sylvie et le fantôme, de Claude Autant-Lara, y apareció, también, en Le Diable au corps, del mismo director. En esa época fue cuando conoció a Fred Orain, director de los estudios de Saint-Maurice, cerca de París, y los de la Victorine, en Niza.

### Jacques Tati, realizador
A principios de 1946, Orain y Tati fundaron una productora, Cady-Films, que está en el origen de las tres primeras películas de Tati.
En 1946, año del nacimiento de Sophie-Catherine Tatischeff, realizó un cortometraje titulado L’École des facteurs. Estaba previsto que lo dirigiese René Clément, pero en ese momento estaba realizando La bataille du rail y fue Jacques Tati quien asumió esa función.

#### Día de fiesta(Jour de fête)
Su primer largometraje, Jour de fête (Día de fiesta), en el cual su mujer hace un papel, se rodó en 1947 y se terminó en 1948, pero no se estrenó en Francia hasta el 4 de julio de 1949 debido a la reticencia de los distribuidores franceses. La película, estrenada ya con éxito en Londres en marzo de 1949, obtuvo finalmente un gran éxito de público en Francia, aunque los críticos se mostraron, en general, poco entusiastas. No obstante, el film recibió el Grand Prix del cine francés en 1950. Iba a ser una de las primeras películas francesas en color, pero el carácter experimental del nuevo sistema de color «Thomsoncolor» y el elevado coste del positivado en color hizo que tuviera que proyectarse en blanco y negro. No fue hasta 1995 cuando se pudo hacer una copia en color y presentarla al público.
1949 es, también, el año del nacimiento de Pierre-Francois Tatischeff, alias Pierre Tati.

#### Las vacaciones del Sr. Hulot(Les vacances de M. Hulot)
Antes de la guerra, durante una visita a la casa cercana a la playa de Port Charlote de unos amigos de Saint-Nazaire, los Lemoine, Tati fue seducido por la cercana playa de Saint-Marc-sur-Mer (Loira Atlántico) y decidió regresar algún día para rodar allí una película.
Durante el rodaje de Les vacances de M. Hulot (Las vacaciones del Sr. Hulot) en Saint-Marc-sur-Mer, Jacques Lagrange, a la sazón decorador, se convirtió en su colaborador hasta el final de la vida de Tati.
Les vacances de M. Hulot se estrenó en 1953; este nuevo personaje fue muy apreciado por la crítica pero también por el público del mundo entero, y la película recibió varios premios, incluyendo el Premio Louis Delluc. Les vacances de M. Hulot sigue siendo una de las películas francesas más populares de ese período.
Diversos problemas retrasaron el estreno de la siguiente película, en la que Tati pensaba desde 1954. En 1955, sufrió un accidente de coche bastante grave, que le dejó secuelas en la mano izquierda y una cierta debilidad física. Por otra parte, el éxito de Les vacances de M. Hulot generó importantes ingresos, pero Jacques Tati se consideró perjudicado por Fred Orain; estas diferencias llevaron a la ruptura de su asociación y a la creación por Tati de su propia productora, Spectra Films, en 1956. En el lado positivo, se puede destacar el comienzo de la relación profesional de Tati con Pierre Étaix.

#### Mi tío(Mon oncle)

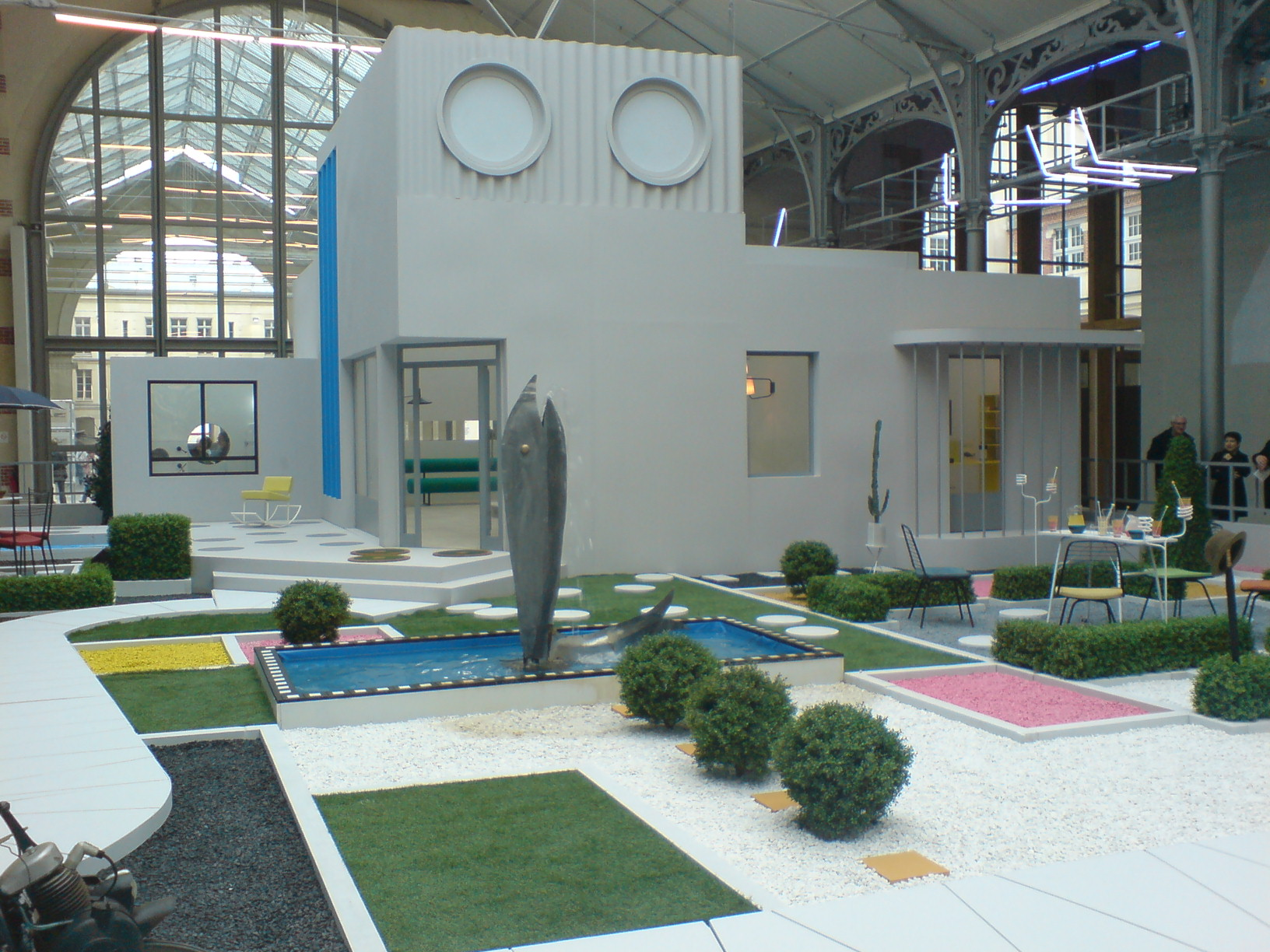
Decorado de Mi tío, en la exposición del centro Cent Quatre de París, en 2009.

Mon oncle (Mi tío), su primera película estrenada en color, apareció en 1958, así como una versión inglesa, My uncle, ligeramente diferente en duración y guion; recibió importantes premios en Francia y en el extranjero, especialmente el Óscar a la mejor película extranjera, en Hollywood. Gracias a estos premios la familia Tati se instaló en Saint-Germain-en-Laye.

#### Playtimey la quiebra de Spectra Films
De 1964 a 1967, aunque muy ocupado con el proyecto de Playtime, Tati codirigió también un cortometraje, Cours du soir, en el que interpreta el papel del profesor.
En 1967, los graves problemas financieros relacionados con el rodaje de Playtime lo obligaron a hipotecar su casa de Saint-Germain-en-Laye; sus películas anteriores fueron confiscadas por orden judicial. Playtime se estrenó a finales de 1967 y fue bastante bien acogida en Gran Bretaña, Suecia y América del Sur; en Francia fue un semifracaso, y no se estrenó en Estados Unidos, contrariamente a lo que Tati esperaba. Playtime requirió una inversión enorme —la construcción del decorado de Tativille— y resultó más costosa de lo previsto. En resumen, Tati se encontraba en 1968 en una situación financiera catastrófica. La casa de Saint-Germain se vendió después de la muerte de Claire van Hoof, y Tati se trasladó a París con su mujer, Micheline. Spectra Films estaba bajo administración judicial. La conclusión fue la liquidación de la empresa en 1974, mediante subasta de todos los derechos y las películas por poco más de 120 000 francos.

### Los años 1970
Jacques Tati creó en 1969 una nueva productora, la CEPEC, pero tuvo que reducir sus ambiciones: Trafic, aunque proyectada en cines en 1971, fue originalmente un telefilme. El realizador solo pudo mostrar su último largometraje con la ayuda de la televisión sueca en 1973.
En 1977, recibió un premio César por el conjunto de su obra.
Debilitado por graves problemas de salud, murió el 4 de noviembre de 1982 de una embolia pulmonar, dejando un último guion, titulado Confusion, aplazado varias veces y que concluyó con Jacques Lagrange.
En Paris Match, Philippe Labro informaba de la muerte de Jacques Tati bajo el titular «Adieu Monsieur Hulot. On le pleure mort, il aurait fallu l’aider vivant!» («Adiós, Monsieur Hulot. Lo lloramos una vez muerto, ¡habría que haberlo ayudado cuando estaba vivo!»).

### Posteridad de la obra de Jacques Tati
En 2001, su hija Sophie Tatischeff, un primo político de Tati, Jérôme Deschamps, y Macha Makeïeff crearon la sociedad Les Films de Mon Oncle para recomprar los derechos del catálogo Tati y reestrenar copias restauradas de las películas del realizador.

## El arte de Jacques Tati
A pesar de la aparente ausencia de diálogo en sus películas, Jacques Tati aplica un meticuloso cuidado al sonido. Hay versiones en inglés de varias de sus películas, entre ellas Les vacances de Monsieur Hulot y Mon Oncle, cuya versión inglesa, My uncle, se estrenó en Francia en 2005.

## Filmografía

### Como director
- 1947: L'école des facteurs (cortometraje).
- 1949: Jour de fête (Día de fiesta).
- 1953: Les vacances de M. Hulot (Las vacaciones del Sr. Hulot).
- 1958: Mon oncle (Mi tío).
- 1967: Playtime.
- 1971: Trafic.
- 1974: Parade.
- 1978: Forza Bastia (cortometraje).

### Como actor
- 1932: Oscar, champion de tennis de Jack Forrester (cortometraje + guionista)
- 1934: On demande une brute de Charles Barrois (cortometraje + guionista)
- 1935: Gai dimanche de Jacques Berr (cortometraje + guionista)
- 1936: Soigne ton gauche de René Clément (cortometraje + guionista)
- 1945: Sylvie et le fantôme de Claude Autant-Lara
- 1946: Le Diable au corps de Claude Autant-Lara
- 1947: L'école des facteurs de Jacques Tati (cortometraje)
- 1949: Jour de fête de Jacques Tati
- 1953: Les vacances de monsieur Hulot de Jacques Tati
- 1958: Mon oncle de Jacques Tati
- 1967: Cours du soir de Nicolas Ribowski (cortometraje + guionista)
- 1967: Playtime de Jacques Tati
- 1971: Trafic de Jacques Tati
- 1972: Obraz uz obraz (serie de la televisión yugoslava, Belgrado)
- 1974: Parade de Jacques Tati
- 1978: Forza Bastia 78, co realizador de este documental con Sophie Tatischeff

## Premios y distinciones
Premios Óscar
| Año  | Categoría                          | Película                       | Resultado |
| ---- | ---------------------------------- | ------------------------------ | --------- |
| 1956 | Mejor argumento y guion            | Las vacaciones del señor Hulot | Nominado  |
| 1959 | Mejor película de habla no inglesa | Mi tío                         | Ganador   |

Festival Internacional de Cine de Cannes
| Año  | Categoría                  | Película                     | Resultado |
| ---- | -------------------------- | ---------------------------- | --------- |
| 1953 | Premio de la Crítica       | Las vacaciones del Sr. Hulot | Ganador   |
| 1958 | Premio especial del jurado | Mi tío                       | Ganador   |

Festival Internacional de Cine de Venecia
| Año  | Categoría                    | Galardonado   | Resultado |
| ---- | ---------------------------- | ------------- | --------- |
| 1949 | Premio Osella al mejor guion | Día de fiesta | Ganador   |

## Homenajes
Homenajes permanentes
- Saint-Marc-sur-Mer: localización de rodaje de Les vacances de Mr. Hulot. La playa de Saint-Marc se llama ahora «Playa de Mr. Hulot»; desde 1999 está presidida por una estatua de Monsieur Hulot, realizada por el escultor Emmanuel Debarre.

- Saint-Maur-des-Fossés: Mon Oncle, escultura de Melanie Quentin instalada en el año 2000.

- Sainte-Sévère-sur-Indre: localización del rodaje de Jour de fête, escultura de Jacques Tati como el cartero de la película; «Casa de Jour de fête»: proyección de un espectáculo multimedia sobre la película.

Exposiciones

"Villa Arpel", de la película Mi tío, en la exposición del centro cultural Cent Quatre de París.

- 2009: Jacques Tati, deux temps, trois mouvements, exposición en la Cinémathèque française; comisarios Masha Makeïeff y Stéphane Goudet, del 8 de abril al 2 de agosto. Esta exposición provocó un mini-escándalo después de que "Métrobus", la agencia de publicidad de la RATP, decidiese censurar la pipa de "Monsieur Hulot" en los carteles que lo representaban, sustituyéndola por un molinete, invocando la «ley Évin».[25]

- 2009: Exposición La Ville Arpel en el centro cultural Cent Quatre de París.